# 高坂ニナ
高坂 ニナ（たかさか にな、1991年1月30日）は、日本のAV女優。クルーズグループ所属。もう一つのプロフィールは1989年生まれ。

## 略歴
2022年4月、マドンナ専属女優としてAVデビュー。

## 作品

### アダルトDVD
- 好きになるのに、1秒もかからない美貌と名器―。 才色兼備な現役受付嬢 高坂ニナ 31歳 AV DEBUT（4月12日、マドンナ）※Blu-ray Disc版も同時発売
- 好きになるのに1秒もかからない人妻、マドンナ専属『第2章』―。 汗と愛液にまみれながら無我夢中で舌を絡める接吻性交（5月10日、マドンナ）※Blu-ray Disc版も同時発売
- マドンナ専属『第3章』―。待望の中出し解禁!! 夫と子作りSEXをした後はいつも義父に中出しされ続けています…。（6月14日、マドンナ）
- 夫の上司に犯され続けて7日目、私は理性を失った…。（7月12日、マドンナ）
- 大型専属『初』本格NTR作品―。 「お前の奥さんに恋人のフリをして欲しいんだ…。」 親友に懇願されて最愛の妻を貸し出した僕の最悪な結末…。（8月9日、マドンナ）※Blu-ray Disc版も同時発売
- 取引先の傲慢社長に中出しされ続けた出張接待。 美顔専属、イイ女のスーツ『美』―。（9月13日、マドンナ）
- 夫には口が裂けても言えません、お義父さんに孕ませられたなんて…。 ―1泊2日の温泉旅行で、何度も何度も中出しされてしまった私。―（10月11日、マドンナ）

- 高坂ニナ初総集編 The FirstBest 8時間（2月14日、マドンナ）※単体ベスト